# 陳克恢

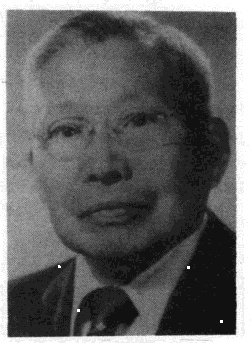
陳克恢院士

陳克恢(英語：Ko-Kuei Chen，1898年2月26日—1988年12月12日），字子振，美籍華裔藥理學家，江蘇省青浦縣人（今上海市青浦區），中央研究院院士。幼年喪父，曾從舅父周壽南（中醫）學習四書五經。

## 生平
1916年中學畢業後考入留美預備學校清華學堂（清華大學前身），1918年赴美留學，插班於威斯康辛大學藥學系三年級，1920年獲得學士學位。隨後進入該校醫學院就讀，1922年獲得生理學博士學位。1923年回國，擔任北京協和醫學院藥理系助教。1925年返回美國威斯康辛大學繼續學習醫學，後轉入約翰霍普金斯大學醫學院臨床室實習，並兼任藥理系助教，1927年獲得約翰霍普金斯大學醫學博士學位，並擔任副教授。1929年至1963年擔任礼来公司藥理研究部主任，1937年至1968年兼任印第安那大學醫學院藥理學教授和印第安那波里斯醫學院醫事顧問。他雖於60年代退休，但到80年代中期仍積極參與重要的學術活動。
1988年12月12日逝世於美國舊金山 。

## 藥理研究的偉大發現
由於幼時常於中藥房裡玩耍，他很早就有志從事中藥研究。他長期致力於中藥藥理研究，是最早發現麻黃素藥理作用者。除此之外，他還研究過蟾酥、漢防己（粉防己）、元胡、吳茱萸、貝母、百部、夾竹桃和羊角拗等中草藥的藥理作用。他還發現解救急性氰化物中毒的方法，並被沿用至今。他堪稱為20世紀國際藥理學的一代宗師，也是現代中藥藥理學研究的創始人。

## 獲頒榮譽
他於1927年獲頒「中華教育與文化促進基金獎」，1948年，當選為中央研究院第一屆院士，1951年至1952年曾擔任美國藥理與實驗冶療學會（ASPET）主席，1952年至1953年擔任美國實驗生物學會聯合會（FASEB）主席，1965年獲得美國製藥界最高榮譽的Remington榮譽獎章，1972年獲選為國際藥理聯合會（IUPHAR）名譽主席。1987年美國實驗生物學聯合會為表彰他在科學研究和學會工作中所作的貢獻，將該會新建的會議中心命名為「陳克恢會堂」（The K. K. Chen Auditorium）。此外，他也曾獲得美國藥學會最高榮譽的 Toland Soloman獎章。